# Guarda Siochána

Emblema da corporação

A Guarda Siochána ou Garda Síochána na hÉireann (Guarda da Paz da Irlanda), conhecida também como Gardaí ("Guardas"), é a força policial nacional civil da República da Irlanda, com atribuições de polícia judiciária e polícia preventiva uniformizada. Tem a sua Central de Polícia localizada em Dublin, em Phoenix Park.
O seu efetivo é de 14.411 homens, mas, apenas 3.000 portam armas, dentre estes o pessoal de investigações (detetives) e os integrantes da unidade de operações especiais.
Segundo princípio que norteia a Guarda Siochána, ela se imporá não pela força das armas ou em número, mas pela autoridade moral, conquanto servidores do povo.

## Histórico
Em fevereiro de 1922 o governo provisório da Irlanda do Sul instituiu a Guarda Cívica para substituir os policiais britânicos integrantes da Royal Irish Constabulary.
O Ato de 8 de outubro de 1923 (Garda Síochána Act),  do governo do estado livre da Irlanda,
transformou a Guarda Cívica na atual Guarda Siochána.
Em 1925, a Polícia Metropolitana de Dublin, criada em 1836, foi incorporada à Guarda atual, transformando-a na única força policial do país, com exceção da polícia militar, a polícia  para as forças armadas.

## Organização

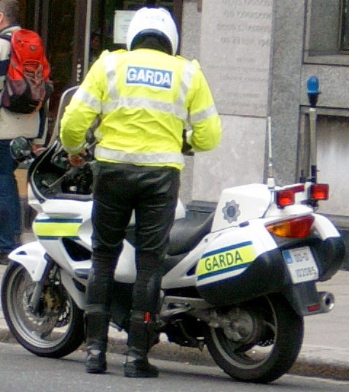
Motociclista

A Guarda Siochána é dirigida pelo Comissário da Guarda, auxiliado por dois vice-comissários encarregados, respectivamente, da  Diretoria de Estratégia e Recursos e da Diretoria de Operações, esta última destinada ao combate direto à criminalidade.
Existem dez comissários adjuntos, seis com atribuições delimitadas por regiões e quatro com responsabilidades de âmbito nacional. O diretor de finanças não pertence ao quadro policial mas tem honras de comissário adjunto.
O país esta dividido em seis regiões policiais, cada uma dirigida por um comissário adjunto:
Dublin, a região metropolitana e mais, Leste, Oeste, Norte, Sul e Sudoeste. 
As divisões policiais, em número de vinte e cinco, são chefiadas por superintendentes-chefes. As divisões são subdivididas em distritos ou delegacias, dirigidas por superintendentes, auxiliados por inspetores. Subordinados às delegacias estão os subdistritos, chefiados por sargentos. O efetivo é constituído de policiais, chamados de guardas (garda).
Funcionários não policias são admitidos para as mais diversas funções administrativas, como contadores, motoristas, técnicos de informática, fotógrafos etc. A área da saúde é de responsabilidade do “Médico Chefe” (CMO – Chief Medical Officer).

## Viaturas

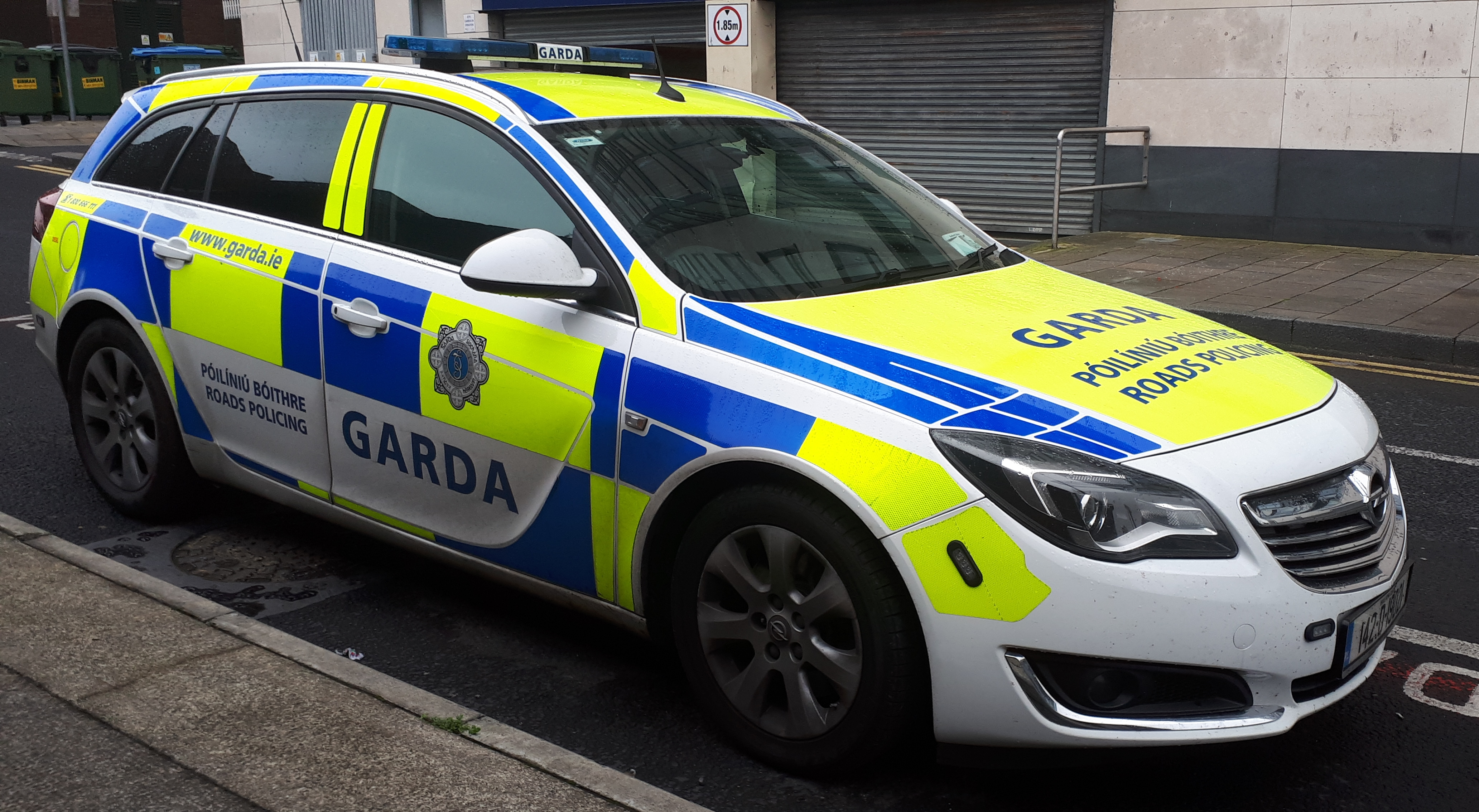
Viatura Opel Insignia Tourer com nova caracterização

As viaturas são de cor branca, com adesivos azuis e amarelos e a insígnia da corporação.

Nos últimos anos têm sido adquiridos veículos de maior potência como o Ford Mondeo 2.5 V6.

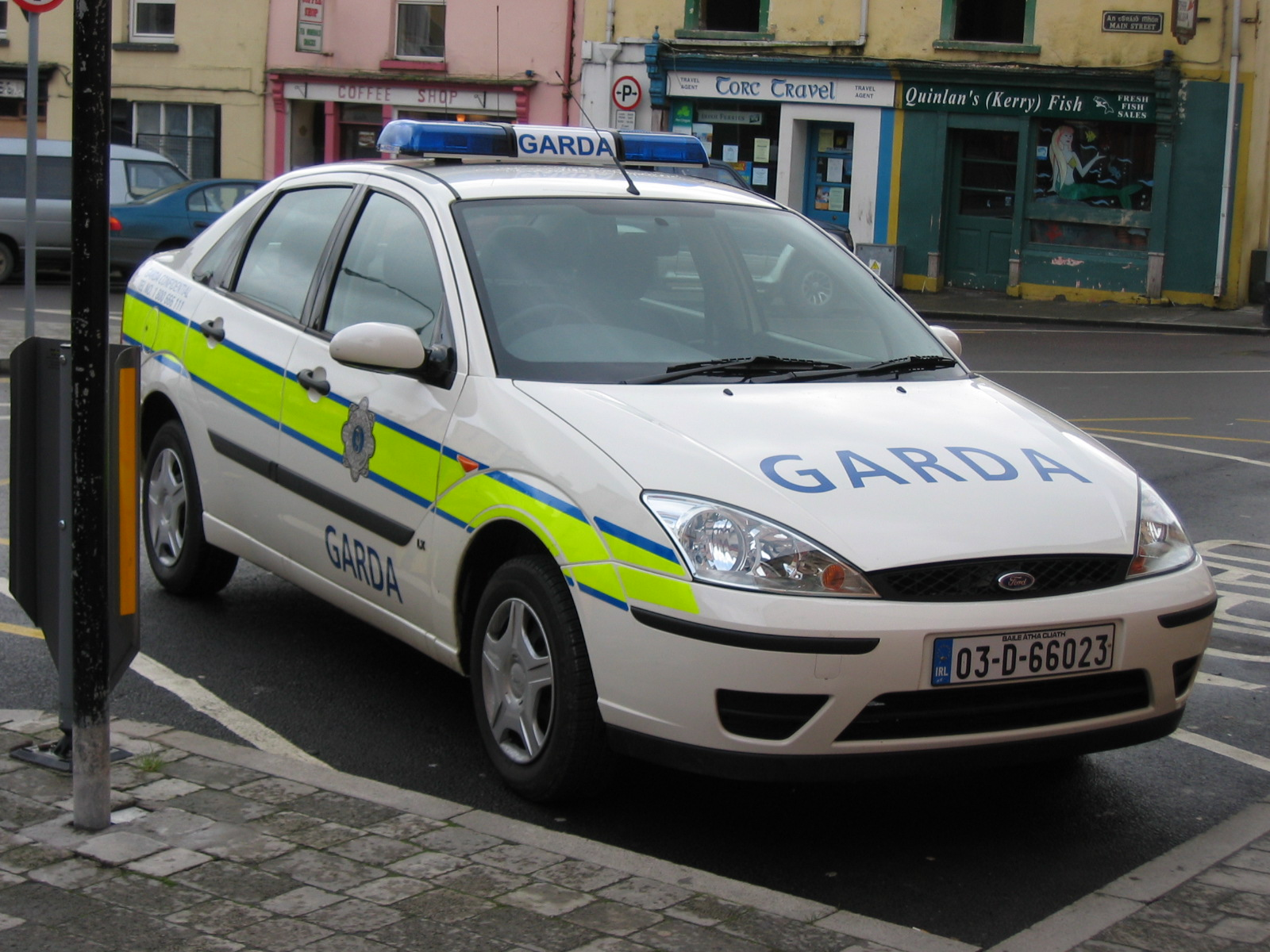
Viatura da Guarda Siochána